# Microstylum partitum
Microstylum partitum är en tvåvingeart som först beskrevs av Walker 1856.  Microstylum partitum ingår i släktet Microstylum och familjen rovflugor. Inga underarter finns listade i Catalogue of Life.